# Sabana arbolada de teca del Zambeze

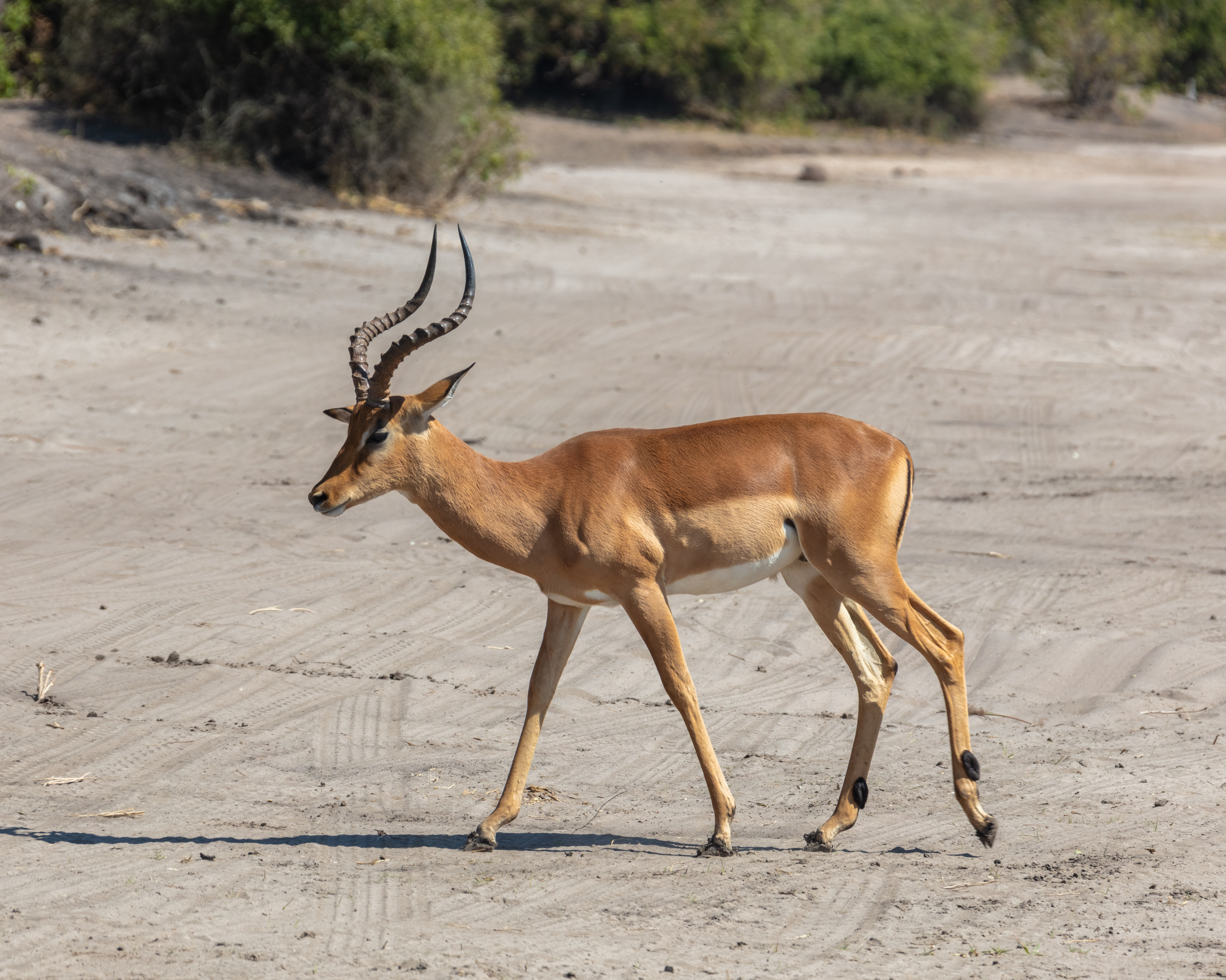
Impala (Aepyceros melampus), parque nacional de Chobe. Botsuana.

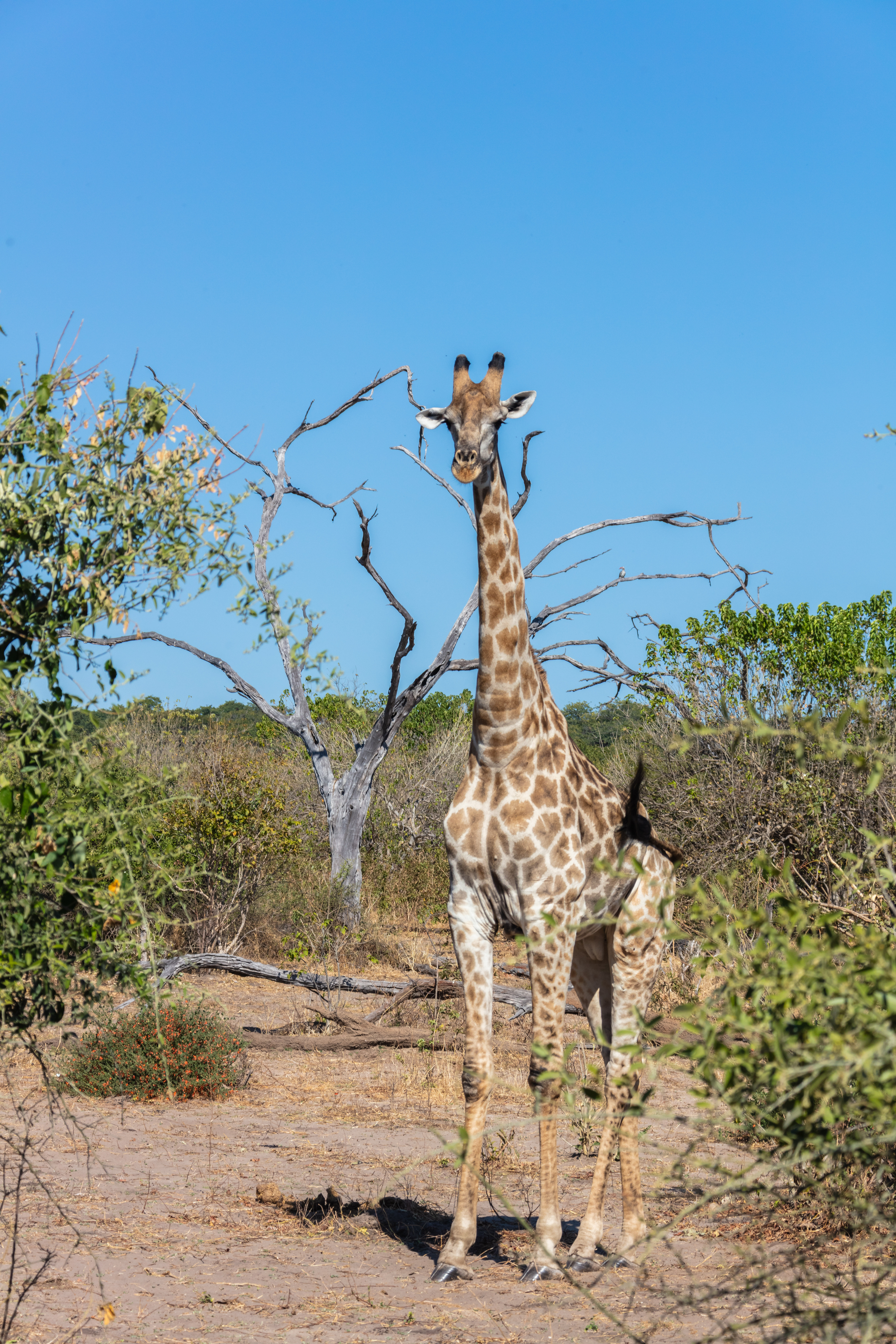
Jirafa en la sabana arbolada del teca del Zambeze.

La sabana arbolada de teca del Zambeze es una ecorregión de la ecozona afrotropical, definida por WWF, que se extiende por África austral, desde Angola y Namibia, a través de Botsuana y Zambia, hasta Zimbabue.
Forma parte de la región denominada sabana arbolada de miombo central y oriental, incluida en la lista Global 200.

## Descripción
Es una acorregión de sabana con una superficie de 264.400 kilómetros cuadrados; ocupa el sudeste de Angola, el nordeste de Namibia, y zonas del norte de Botsuana, el suroeste de Zambia y el oeste de Zimbabue.
Limita al norte con la sabana arbolada de miombo de Angola, al este con la pradera del Zambeze occidental, la pradera inundada del Zambeze, la sabana arbolada de miombo del Zambeze central, la sabana arbolada de mopane del Zambeze y la sabana arbolada de miombo meridional, al sur con la sabana arbolada del Kalahari y al oeste con la sabana arbolada de mopane de Angola.
El clima semiárido y la pobreza del suelo hacen que la región no sea adecuada para la agricultura, lo que ha favorecido la conservación de la vegetación natural.

## Flora
El árbol dominante en esta sabana arenosa es la teca del Zambeze (Baikiaea plurijuga), que forma bosquetes secos caducifolios que alternan con praderas y matorrales.

## Fauna
Más de 160 especies de mamíferos, 400 de aves y 87 de reptiles están presentes.

## Estado de conservación
Vulnerable. Los asentamientos humanos a lo largo de los ríos, la explotación maderera y las guerras amenazan el futuro de esta ecorregión.

## Protección
El 8% de la ecorregión está protegido:
- En Angola:
  - Parque Nacional de Bikuar
  - Parque Nacional de Mupa
  - Reserva Parcial de Luiana
- En Namibia:
  - Parque Nacional de Mudumu
  - Reserva de Caza de Mahango
  - Reserva de Caza de Caprivi
  - Parque de Caza de Popa
  - Parque Nacional de Kaudom
- En Zimbabue:
  - Parque Nacional Kazuma Pan
  - Parque Nacional Hwange
- En Zambia: 
  - Parque Nacional Simoa Ngwezi
- En Botsuana:
  - Parque Nacional de Chobe